# Vilanova de Segrià
Vilanova de Segrià est une commune de la comarque du Segrià dans la province de Lérida en Catalogne (Espagne).